# گچلو
گِچِلّو یک روستا در ایران است که در دهستان هندودر واقع شده‌است.